# Betsy Torenbos
Egbertina (Betsy) Torenbos (30 juli 1969) is een Nederlands danser, choreograaf, producent en theater- en filmmaker.

## Loopbaan
Torenbos, die is opgegroeid in het Drentse Annen, studeerde uitvoerende dans aan de Amsterdamse Hogeschool voor de Kunsten (1991). Van 1991 tot en met 1997 was zij werkzaam als danser. In 2000 haalde ze haar Master of Arts bij DasArts onder Ritsaert ten Cate. Sinds 2002 werkt ze vanuit haar eigen Stichting Be-wonder als producent, danser, theater-filmmaker. Ze maakt in binnen- en buitenland theaterproducties gebaseerd op oral history.
Samen met regisseur Johan Doesburg werkte ze als danser/choreograaf aan uiteenlopende producties bij het Nationale Toneel tussen 1996 en 2002 waaronder aan: Celine II (Celine), Orestaiea (Aeschylus), Equus (Shaffer), Het Huis van Bernada Alba (Lorca) en Het Vuil, de Stad en de Dood (Fassbinder). Voor Torenbos haar film Gisèle, een hommage (2015) componeerde Louis Andriessen vijf composities.

## Werken (selectie)

### Als choreograaf
- Orestaiea (Aeschylus)
- Het Vuil, de Stad en de Dood (Fassbinder)
- De Tijd (2005) in samenwerking met Louis Andriessen
- Hidden Trees (2008)

### Als regisseur
- Closing the circle (1997)
- Anno Drenthe (2002)[3]
- Memento (2008) in samenwerking met actrice Nora Kretz
- Regie en multimedia van Onder één Dak als huisgezelschap ROODPALEIS in DNK
- Adres Onbekend van Kathrine Taylor in Herinneringscentrum Kamp Westerbork met onder andere Hans Croiset
- Regie en multimedia van Machmes Wos van Louis Andriessen
- Regie en multimedia Mijn liefde is een koorts (2021)